# Вілінг (Іллінойс)
Вілінг (англ. Wheeling) — селище (англ. village) в США, в округах Кук і Лейк штату Іллінойс. Населення — 39 137 осіб (2020).

## Географія
Вілінг розташований за координатами 42°7′51″ пн. ш. 87°55′26″ зх. д. / 42.13083° пн. ш. 87.92389° зх. д. (42.130788, -87.923917).  За даними Бюро перепису населення США в 2010 році селище мало площу 22,69 км², з яких 22,54 км² — суходіл та 0,15 км² — водойми.

### Клімат
| Клімат : Вілінг       | Клімат : Вілінг | Клімат : Вілінг | Клімат : Вілінг | Клімат : Вілінг | Клімат : Вілінг | Клімат : Вілінг | Клімат : Вілінг | Клімат : Вілінг | Клімат : Вілінг | Клімат : Вілінг | Клімат : Вілінг | Клімат : Вілінг | Клімат : Вілінг |
| Показник              | Січ.            | Лют.            | Бер.            | Квіт.           | Трав.           | Черв.           | Лип.            | Серп.           | Вер.            | Жовт.           | Лист.           | Груд.           | Рік             |
| Середній максимум, °C | 0,0             | 2,2             | 7,2             | 13,9            | 20,0            | 25,6            | 28,3            | 27,2            | 23,3            | 16,7            | 9,4             | 2,2             | 14,7            |
| Середній мінімум, °C  | −8,9            | −7,2            | −2,2            | 3,3             | 8,3             | 13,9            | 17,2            | 16,7            | 12,2            | 5,6             | 0,6             | −6,7            | 2,7             |
| --------------------- | --------------- | --------------- | --------------- | --------------- | --------------- | --------------- | --------------- | --------------- | --------------- | --------------- | --------------- | --------------- | --------------- |
| Джерело:              |                 |                 |                 |                 |                 |                 |                 |                 |                 |                 |                 |                 |                 |

## Демографія
Згідно з переписом 2010 року, у селищі мешкало 37 648 осіб у 14 461 домогосподарстві у складі 9336 родин. Густота населення становила 1659 осіб/км².  Було 15397 помешкань (679/км²).
Расовий склад населення:
| - 67,0 % — білих - 12,9 % — азіатів - 2,4 % — чорних або афроамериканців - 0,8 % — корінних американців - 14,4 % — осіб інших рас |

До двох чи більше рас належало 2,5 %. Частка іспаномовних становила 31,2 % від усіх жителів.
За віковим діапазоном населення розподілялося таким чином: 22,0 % — особи молодші 18 років, 65,8 % — особи у віці 18—64 років, 12,2 % — особи у віці 65 років та старші. Медіана віку мешканця становила 36,1 року. На 100 осіб жіночої статі у селищі припадало 96,9 чоловіків;  на 100 жінок у віці від 18 років та старших — 94,9 чоловіків також старших 18 років.
Середній дохід на одне домашнє господарство  становив 72 313 долари США (медіана — 56 110), а середній дохід на одну сім'ю — 80 769 доларів (медіана — 64 591). Медіана доходів становила 44 152 долари для чоловіків та 37 120 доларів для жінок. За межею бідності перебувало 13,7 % осіб, у тому числі 23,7 % дітей у віці до 18 років та 12,3 % осіб у віці 65 років та старших.
Цивільне працевлаштоване населення становило 20 584 особи. Основні галузі зайнятості: освіта, охорона здоров'я та соціальна допомога — 16,7 %, виробництво — 15,8 %, науковці, спеціалісти, менеджери — 13,6 %, роздрібна торгівля — 12,8 %.